# 양성원
양성원(1967년 9월 2일~)은 대한민국의 첼로 연주자이다, 교수이다. 2017년에 프랑스 정부로부터 슈빌리에 문화예술공로훈장을 받았다.

## 경력
- 제4대 평창대관령음악제 예술감독[2]
- 연세대학교 음악대학 관현악과 교수
- 한국예술종합학교 음악원 기악과 조교수